# Bazylika katedralna Chrystusa Króla w Reykjavíku
Bazylika katedralna pw. Chrystusa Króla w Reykjavíku, Kościół Landakot (isl. Basilika Krists konungs, Landakotskirkja) – rzymskokatolicka katedra znajdująca się w zachodniej części Reykjavíku w dzielnicy Landakot, siedziba biskupów, obejmującej całe terytorium Islandii, diecezji reykjavíckiej, wznoszona od końca I wojny światowej do 1929 według projektu Guðjóna Samúelssona w stylu neogotyckim, określana również jak Kristskirkja (Kościół Chrystusa). Katedra poświęcona jest Chrystusowi Królowi, jej patronami są również Najświętsza Maria Panna Bogurodzica, św. Józef, św. Torlak i św. Jón.

## Poprzednie kościoły
Pierwszymi katolickimi duchownymi, którzy przybyli do Islandii po reformacji, byli Francuzi Bernard Bernard i Jean-Baptiste Baudoin. Na początku XIX wieku zakupili teren farmy Landakot i zamieszkali tam, a następnie w 1864 wznieśli niewielką kaplicę. Kilka lat później wybudowano mały drewniany kościół przy Túngata, nieopodal Landakot.

## Budowa
Po zakończeniu I wojny światowej islandzcy katolicy dostrzegli konieczność budowy większego kościoła ze względu na rosnącą liczbę członków wspólnoty. Podjęto decyzję o budowie neogotyckiej świątyni i powierzono to zadanie architektowi Guðjónowi Samúelssonowi. Po latach budowy świątynia została konsekrowana 23 lipca 1929, w tym samym roku ustanowiono administraturę apostolską Islandii. Był to wówczas największy kościół na wyspie. Do dziś katedra jest wyróżniającym się elementem krajobrazu zachodniej części Reykjavíku. W 1968 roku ustanowiono diecezję reykjavicką, której kościół ten stał się siedzibą. W sąsiedztwie świątyni znajduje się Szkoła Landakot (Landakotsskóli), jedyna katolicka szkoła w Islandii założona w 1896.

## Architektura
Katedra wzniesiona została na planie krzyża łacińskiego w stylu neogotyckim z transeptem oraz ambitem. Pojedyncza wieża w przeciwieństwie do wielu innych, zwieńczonych typowymi iglicami wieżowymi, wyróżnia się płaskim dachem.

## Wyposażenie

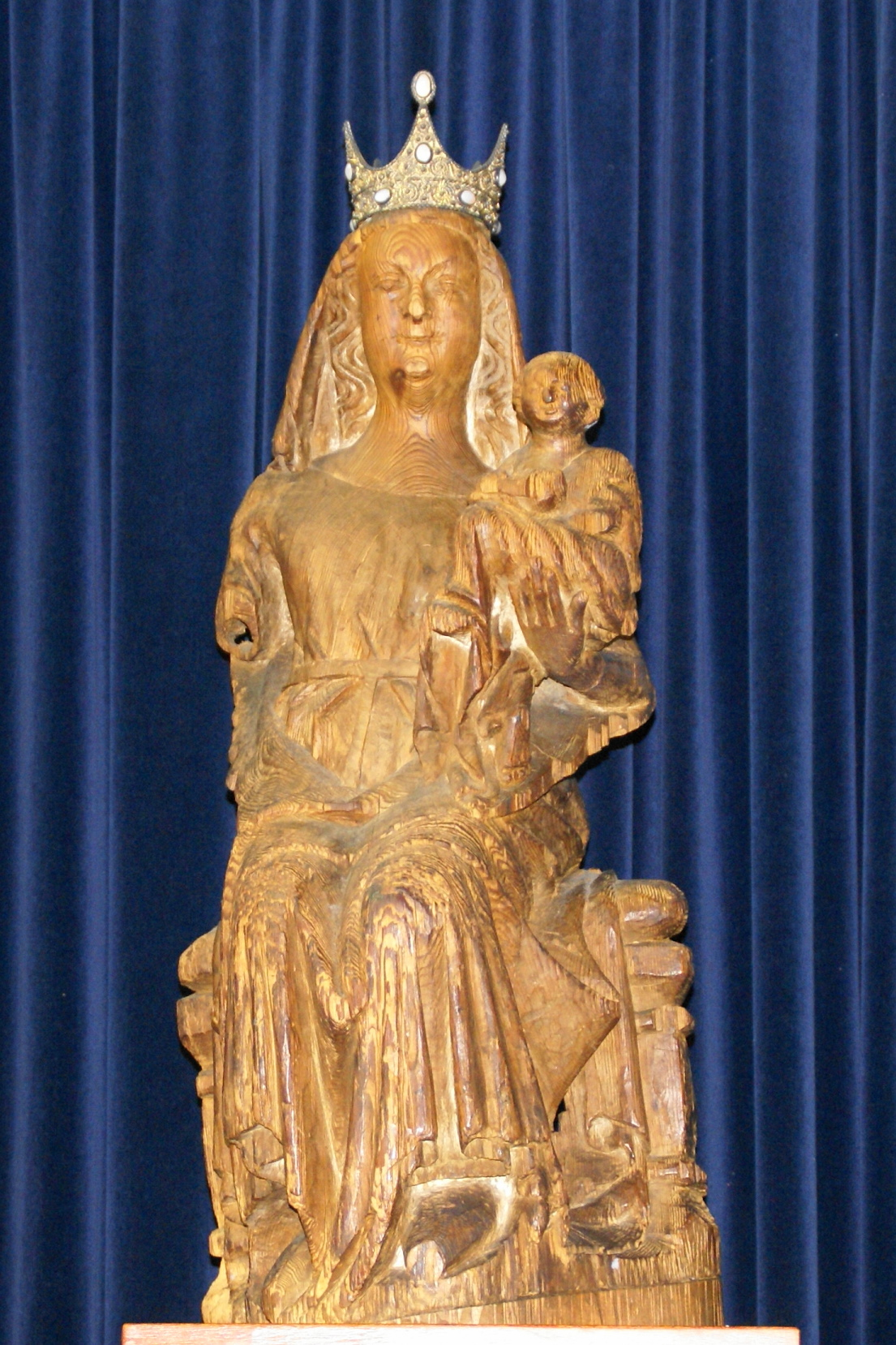
Madonna z Dzieciątkiem

W świątyni znajdują trzy ołtarze z 1897 w tym niewielki ołtarz główny z cedrowym posągiem Chrystusa Króla stojącego na globie, podarowanym przez papieża Piusa XI. W prezbiterium umieszczono również kamienny ołtarz posoborowy. Kościół zdobią ponadto drewniane posągi Najświętszej Marii Panny, św. Józefa oraz patrona Islandii, św. Torlaka. Pochodząca z przełomu XIX i XX wieku bawarska droga krzyżowa podarowana została w 1976 przez Rudolfa Grabera, biskupa Ratyzbony. Krucyfiks znajdujący się ponad tronem biskupim jest dziełem islandzkiego rzeźbiarza Ríkharðura Jónssona. Najcenniejszym zabytkiem katedry jest umieszczony w 1926 XV-wieczny posąg Maryi z dzieciątkiem, koronowany w 1989 przez papieża Jana Pawła II podczas jego wizyty w Islandii. Katedralne organy pochodzą z 1950. Wnętrze budowli wyłożone jest granitową posadzką. Okna ozdobiono witrażami z motywami geometrycznymi. Świątynia ma trzy dzwony – Chrystus Król, Najświętsza Maria Panna i św. Józef. W sąsiedztwie katedry znajdują się dwa monumenty, w tym popiersie biskupa Martina Meulenberga, inicjatora jej budowy.